# Xylocopa anthophoroides
Xylocopa anthophoroides är en biart som beskrevs av Smith 1874. Xylocopa anthophoroides ingår i släktet snickarbin, och familjen långtungebin. Inga underarter finns listade i Catalogue of Life.